# PO Netterblad
Per-Olof "P-O" Netterblad, född 3 augusti 1949 i Mölndal, är en svensk målare och grafiker som arbetar med akvarell och acryl.